# Coopérative vinicole du Luberon
 (mars 2024).
Le bâtiment de la coopérative vinicole du Luberon, hameau de Coustellet, à Maubec, dans le Vaucluse, est un bâtiment regroupant les activités de fabrications et de ventes de vins, pour les coopérateurs de la commune.

## Histoire
Fondée en 1925, la coopérative fait construire un bâtiment, sur les plans des architectes Usclat et Guichard. Le premier a eu la charge des agrandissements de 1950, 1953, 1967 et 1970. Le second s'est chargé de la conception de la boutique.
Le bâtiment est labellisé Architecture contemporaine remarquable depuis 2020.

## Descriptif
La façade principale est couronnée par un large pignon plat, supportant le nom de la cave. De chaque côté s'étendent deux ailes percées de fenêtres étroites. Les quais de réceptions des vendanges sont en bout de bâtiments, protégés par un auvent. Les bureaux administratifs et de ventes sont regroupés à l'extrémité sud. 
La couverture est faite de tuiles plates, sur une charpente presque exclusivement métallique ; seule la partie de l'agrandissement de 1953 comporte une charpente en béton.

## Activité économique et commerciale
110 coopérateurs sont apporteurs de leur production à la cave vinicole du Luberon, issue d'un total de 350 hectares de vignes. La production annuelle avoisine les 18 000 hectolitres de vins, dans les 3 couleurs : blanc, rosé et rouge. La production est répartie sur Ventoux AOP, Luberon AOP et Méditerranée IGP.
Le terroir de l'appellation Luberon (AOC) se situe sur les communes de Ménerbes, Oppède, Maubec et Robion. Les cépages blancs utilisés sur ses parcelles sont : Rolle, Grenache blanc ou Clairette blanche. Les cépages rouges utilisés sont : Syrah, Grenache, Carignan. Le terroir de l'appellation Ventoux (AOC), protégé du mistral par les Monts de Vaucluse, se situe sur les communes de Lagnes, Cabrières d’Avignon et Gordes. Les cépages blancs utilisés sur ses parcelles sont : Grenache, Clairette et Viognier. Les cépages rouges utilisés sont : Syrah et Grenache.
En plus de l'activité liée aux coopérateurs, la cave s'occuperait également de la vinification de domaines, comme celui de Patrick Bruel ou de John Malkovich.